# Henryk Wars
Pour les articles homonymes, voir Warszawski.
Henryk Wars de son vrai nom Henryk Warszawski, né le 29 décembre 1902 à Varsovie et mort le 1er septembre 1977 à Los Angeles, est une légende de la chanson polonaise, l'un des plus grands compositeurs de musiques de films en Pologne.

## Biographie
Fils d'Izrail et Sara, Henryk Warszawski est né dans une famille de juifs assimilés de Varsovie, sa sœur aînée, Józefina, est chanteuse à La Scala, Paulina est pianiste. Dans les années 1906 -1914, il vit avec ses parents en France. De retour à Varsovie, il obtient son bac, puis participe à la guerre soviéto-polonaise de 1920. Démobilisé, il essaie d'abord une école des beaux arts, le droit, pour finalement s'inscrire au Conservatoire de Varsovie sous l’œil de Emil Młynarski, Henryk Melcer et Roman Statkowski. 
Diplômé en 1925, il enregistre sa première chanson New York Times en 1927 avec l'orchestre de Henryk Gold pour les Editions Syrena Record, une maison de production de disques très célèbre à cette époque en Pologne. Il se produit comme chef d’orchestre dans de nombreux cabarets et théâtres de Varsovie. À partir de janvier 1928, il travaille comme pianiste au théâtre Nowe Perskie Oko, où, entre autres il joue en duo avec Józef Kamin. À cette époque, il appartient déjà au groupe de danse de Henryk Gold et travaille au théâtre de variétés Morskie Oko en tant que chef d'orchestre. C'est probablement également au début de 1928 qu'il devient directeur musical de Syrena Record. La chanson Zatańczmy tango (Dansons un tango) composée fin 1928 et interprétée au Morskie Oko par Stanisława Nowicka et Eugeniusz Bodo remporte un immense succès. Sa carrière de compositeur de musique de films et d’auteurs de chansons pour comédies musicales démarre 1930 avec le studio Sfinks pour lequel il travaille sur le film Sang (Na Sybir).
Très célèbre durant l’entre-deux guerres, il compose la musique pour 53 films, soit un tiers des 150 films du cinéma polonais d’avant guerre. Il écrit aussi bien des accompagnements de comédies, de drames, de romances que de comédies musicales. Ses chansons sont interprétées par les plus grandes stars telles Hanka Ordonówna, Eugeniusz Bodo, Loda Halama, Tola Mankiewiczówna, Andrzej Bogucki, Adolf Dymsza, Kazimierz Krukowski, Aleksander Żabczyński ou encore Zula Pogorzelska.
En 1933, il écrit de la musique pour le film Espion au masque. La chanson Miłość ci wszystko wybaczy (L'amour vous pardonne tout ) sur les paroles du poète Julian Tuwim devient le titre phare du compositeur et jusqu'à nos jour est le symbole de presque toute la musique populaire polonaise de la période d'entre-deux-guerres.
Au déclenchement de la Seconde Guerre mondiale, il participe à la défense de Varsovie. Fait prisonnier par les Allemands, il s'évade du train et en 1940 arrive à Lwów, alors sous l'occupation soviétique, où il fonde un big band qui se produit avec des solistes : Eugeniusz Bodo, Adam Aston, Albert Harris, Gwidon Borucki, Stefan Bob, Irena Anders. En 1941 il rejoint l'Armée polonaise du général Anders en formation en URSS avec lequel il traverse l'Iran et le Proche-Orient et se bat pour libérer l'Italie. Au sein de l'Armée Anders, il retrouve le réalisateur Michał Waszyński et son orchestre militaire Polish Parade joue dans le film réalisé par Waszynski en 1942 : Enfants. Il compose aussi pour Waszyński la musique pour le film La grande route (1946).
Après la guerre, il se rend en Angleterre, mais il n'y réussit ni matériellement ni artistiquement. En 1947, il s'installe avec sa femme Elżbieta aux États-Unis, où il connaît une période de misère. Finalement, il réussit à travailler pour John Wayne sur The seven men from Now (1956). Il travaillera ensuite pour les plus grandes maisons de production américaines comme Paramount, Universal, Columbia, Metro Goldwin Mayer, United Artists, Twentieth-Century Fox. C'est la musique du film et de la série télévisée Flipper le dauphin 1963 qui lui apporte enfin une stabilité financière. Certaines de ces chansons seront interprétées entre autres par Doris Day, Bing Crosby, Brenda Lee ou encore Jimmie Rogers.
Il est également l'auteur de musique des films et séries suivantes : L'Amour parmi les monstres, Sept hommes à abattre, China Doll, Daktari, Règlement de comptes, Rendez-vous avec une ombre, Le Principal principal et Légitime Défense.
Il est inhumé au cimetière Hillside Memorial Park à Los Angeles.

## Discographie sélective
- A mnie w to graj - paroles de Jerzy Jurandot, interprété par Adolf Dymsza dans Bolek i Lolek, 1936;
- A u mnie siup, a u mnie cyk - paroles d'Emanuel Szlechter, interprété par Adolf Dymsza dans Dodek na froncie 1936;
- Ach, jak przyjemnie - paroles de Ludwik Starski interprété par Helena Grossówna dans Zapomniana melodia, 1938;
- Ach, śpij kochanie - paroles de Ludwik Starski, interprété par Eugeniusz Bodo et Adolf Dymsza dans Paweł i Gaweł, 1938;
- Ach, zostań - paroles d'Emanuel Szlechter et Ludwik Starski, tango du film Robert i Bertrand, 1938;
- Będzie lepiej - paroles d'Emanuel Szlechter, dans Będzie lepiej, 1936;
- Co ja zrobię, że mnie się podobasz? - paroles de Jerzy Jurandot, interprété par Zbigniew Rakowiecki et Lidia Wysocka dans Papa się żeni, 1936;
- Co z tobą Florek, gdzie twój humorek? - paroles de Jerzy Jurandot, interprété par Adolf Dymsza dans Niedorajda, 1937;
- Coś zrobiła z sercem mym - paroles d'Emanuel Szlechter, interprété par Zbigniew Rakowiecki dans Będzie lepiej, 1936;
- Dobranoc, oczka zmruż, connu également sous le titre de Kołysanka Tońka, paroles d'Emanuel Szlechter, interprété par Szczepko et Tońko dans Włóczęgi, 1939;
- Ewelina - paroles de Jerzy Jurandot, interprété par Mira Zimińska dans le film Papa się żeni, 1936 :
- Jak pani się ten pan podoba  - paroles d'Andrzej Włast, interprété par Krystyna Paczewska;
- Jak trudno jest zapomnieć - paroles de Jerzy Jurandot, interprété par Adam Aston dans Manewry miłosne z 1935;
- Jak za dawnych lat - paroles d'Andrzej Włast ou Jerzy Jurandot, interprété par Stefan Witas
- Już nie mogę dłużej kryć - paroles de Jerzy Jurandot, interprété par Tola Mankiewiczówna et Aleksander Żabczyński dans Pani minister tańczy, 1937;
- Już nie zapomnisz mnie - paroles de Ludwik Starski, interprété par Aleksander Żabczyński dans Zapomniana melodia,1938[6];
- Już taki jestem zimny drań - paroles de Jerzy Nel et Ludwik Starski, interprété par Eugeniusz Bodo dans Pieśniarz Warszawy, 1934;
- Kocha, lubi, szanuje - paroles de Konrad Tom et Emanuel Szlechter, interprété par Tadeusz Faliszewski dans Kocha, lubi, szanuje, 1934;
- Kocham - paroles de J. Roland, dans Bezimienni bohaterowie, 1931;
- Lim-pam-pom - paroles de Jerzy Jurandot, interprété par Loda Halama dans Kłamstwo Krystyny 1939;
- Maleńka Jenny - paroles de J. Roland, dans Głos pustyni, 1932,
- Miłość ci wszystko wybaczy - paroles de Julian Tuwim, interprété par Hanka Ordonówna dans Szpieg w masce, 1933;
- My dwaj, obacwaj - paroles d'Emanuel Szlechter, interprété par Szczepko et Tońko, dans Będzie lepiej, 1936;
- Na cześć młodości - paroles de Ludwik Starski, dans Sportowiec mimo woli, 1939;
- Na pierwszy znak - paroles de Julian Tuwim, interprété par Hanka Ordonówna dans Szpieg w masce, 1933;
- New York Times -  interprété par Tadeusz Olsza et Eugeniusz Koszutski, 1926;
- Nic o Tobie nie wiem - paroles de Konrad Tom et Emanuel Szlechter, interprété par Andrzej Bogucki et Zbigniew Rakowiecki dans Włóczęgi, 1939;
- Nic takiego (paroles de Marian Hemar, interprété par Kazimierz Krukowski et Adolf Dymsza dans ABC miłości, 1935;
- O, Key - paroles de Konrad Tom et Emanuel Szlechter, interprété par Eugeniusz Bodo et Jadwiga Smosarska dans Czy Lucyna to dziewczyna?, 1934;
- On nie powróci już - paroles d'Andrzej Włast, interprété par Chór Dana;
- Panie Janie - paroles de Ludwik Starski dans Zapomniana melodia, 1938;
- Piosenka o zagubionym sercu - paroles d'Artur Maria Swinarski, interprété par Hanka Ordonówna
- Płomienne serca - paroles de Marian Hemar, interprété par Tadeusz Faliszewski dans Sang (Na Sybir) 1930;
- Reformy pani minister - paroles de Jerzy Jurandot, interprété par Tola Mankiewiczówna dans Pani minister tańczy, 1937;
- Serce Batiara - paroles d'Emanuel Szlechter, dans Serce Batiara, 1939;
- Sexapil - paroles d'Emanuel Szlechter, interprété par Eugeniusz Bodo dans Piętro wyżej, 1937;
- Szczęście raz się uśmiecha - paroles de Julian Tuwim, interprété par Hanka Ordonówna  dans Pan minister i dessous;
- Tak cudnie mi - paroles de Jerzy Jurandot, interprété par Tola Mankiewiczówna et Aleksander Żabczyński dans Pani minister tańczy, 1937,
- Tyle miłości - paroles de Konrad Tom, interprété par Eugeniusz Bodo dans Jego ekscelencja subiekt, 1933,
- Tylko Ty - paroles d'Aleksander Jellyn[7]
- Tylko we Lwowie - paroles d'Emanuel Szlechter, interprété par Szczepcio et Tońko dans Włóczęgi, 1939;
- Tylko z Tobą i dla Ciebie - paroles de Ludwik Starski et Jerzy Nel, interprété par Eugeniusz Bodo dans Pieśniarz Warszawy, 1934;
- Umówiłem się z nią na dziewiątą - paroles d'Emanuel Szlechter, interprété par Eugeniusz Bodo dans Piętro wyżej, 1937;
- W hawajską noc - paroles de Konrad Tom et Emanuel Szlechter, interprété par Eugeniusz Bodo dans Czarna perła, 1934;
- Zakochany złodziej - paroles d'Emanuel Szlechter et Ludwik Starski
- Zapomnisz o mnie - paroles d'Andrzej Włast, interprété par Tadeusz Faliszewski;
- Zatańczmy tango - paroles d'Andrzej Włast;
- Złociste włoski - paroles de Konrad Tom, interprété par Eugeniusz Bodo dans Jego ekscelencja subiekt, 1933;
- Zrób to tak - paroles de Ludwik Starski et Jerzy Nel interprété par Eugeniusz Bodo dans Pieśniarz Warszawy, 1934;